# Piratas en las artes y la cultura popular

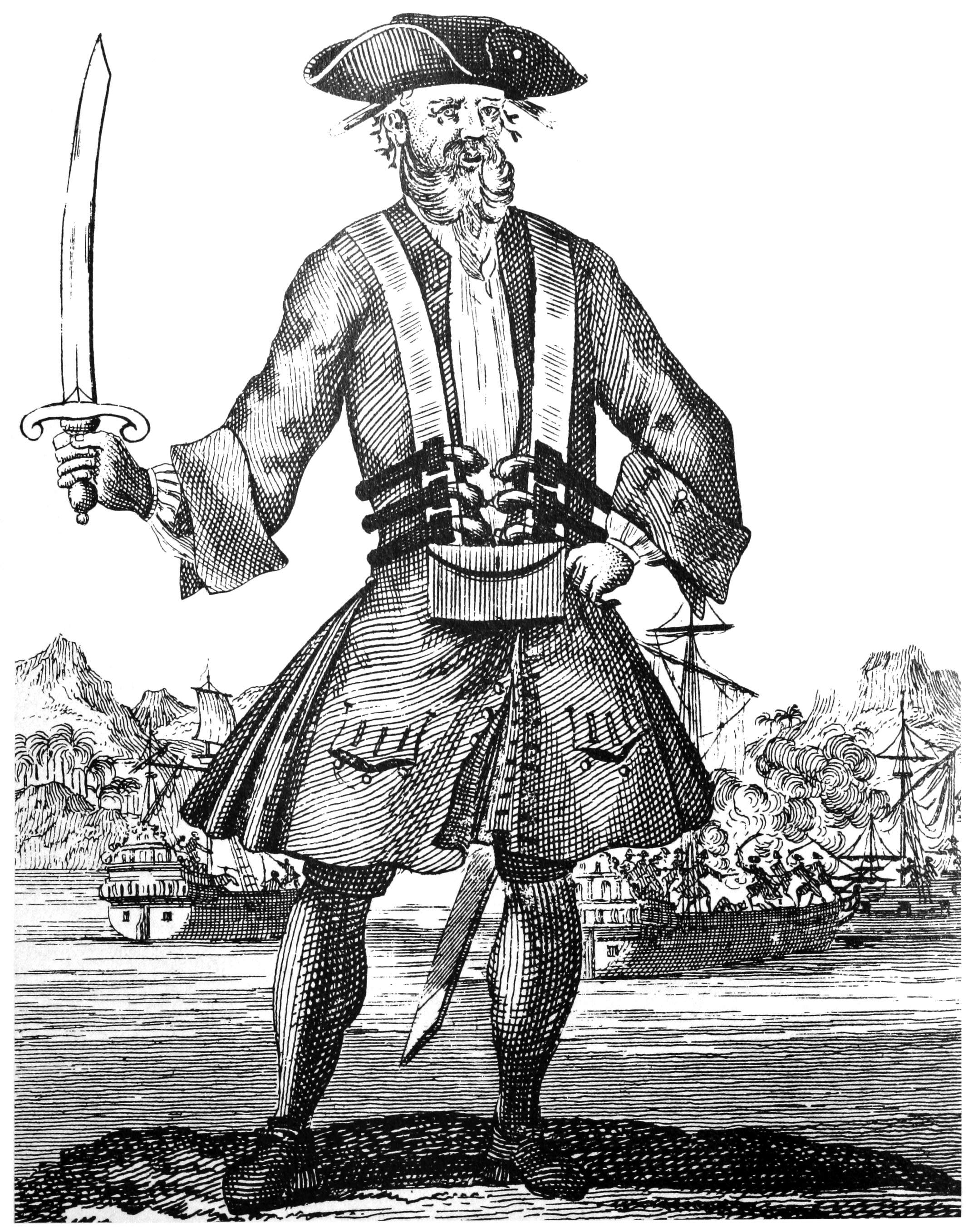
Grabado del pirata inglés Barbanegra del libro de 1724 Historia general de los robos y asesinatos de los más famosos piratas

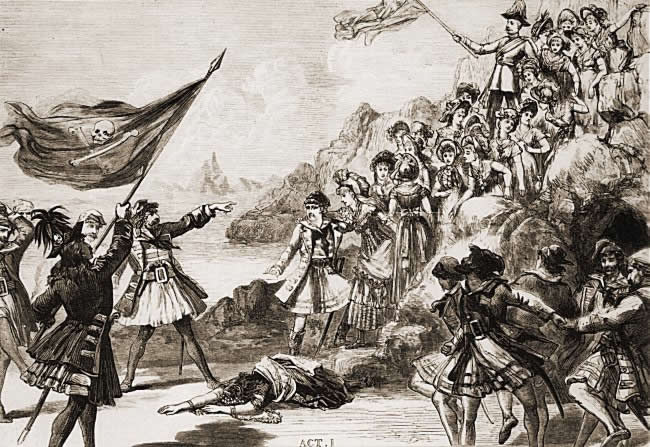
Los piratas de Penzance, 1880

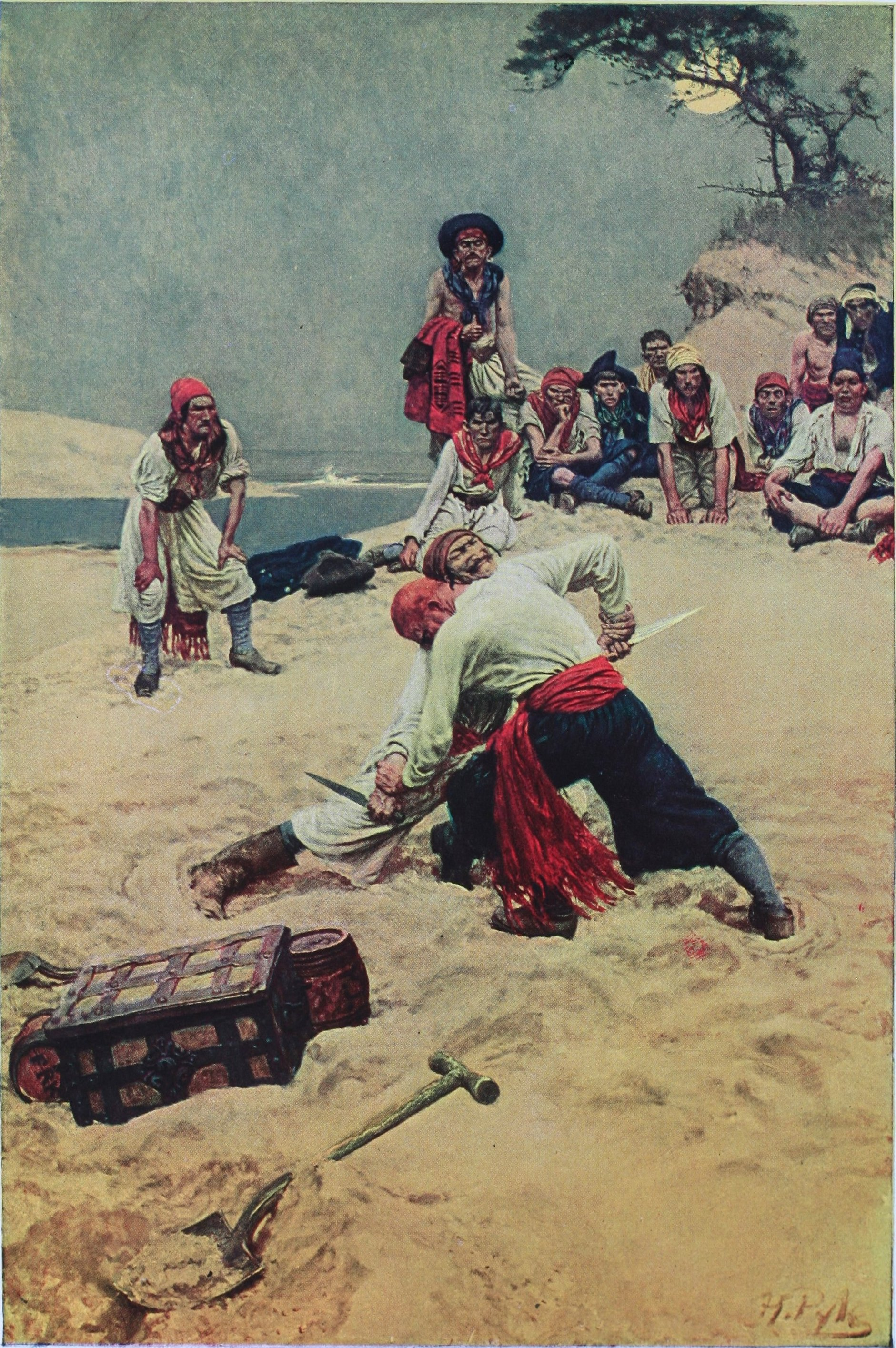
Piratas luchando por un tesoro en una ilustración de Howard Pyle de 1911.

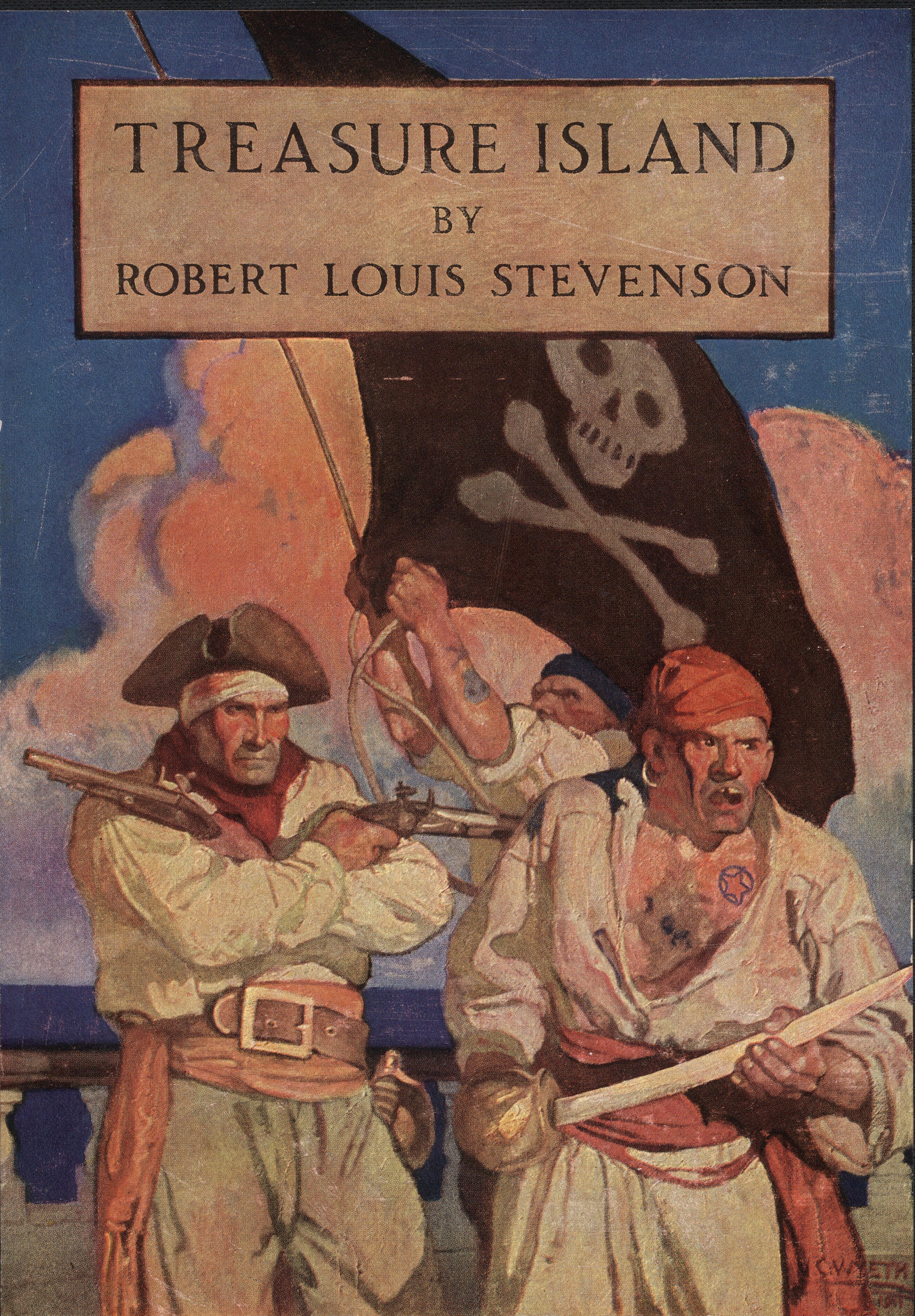
Ilustraciones de la edición de 1911 de La isla del tesoro, por N. C. Wyeth, estudiante de Pyle

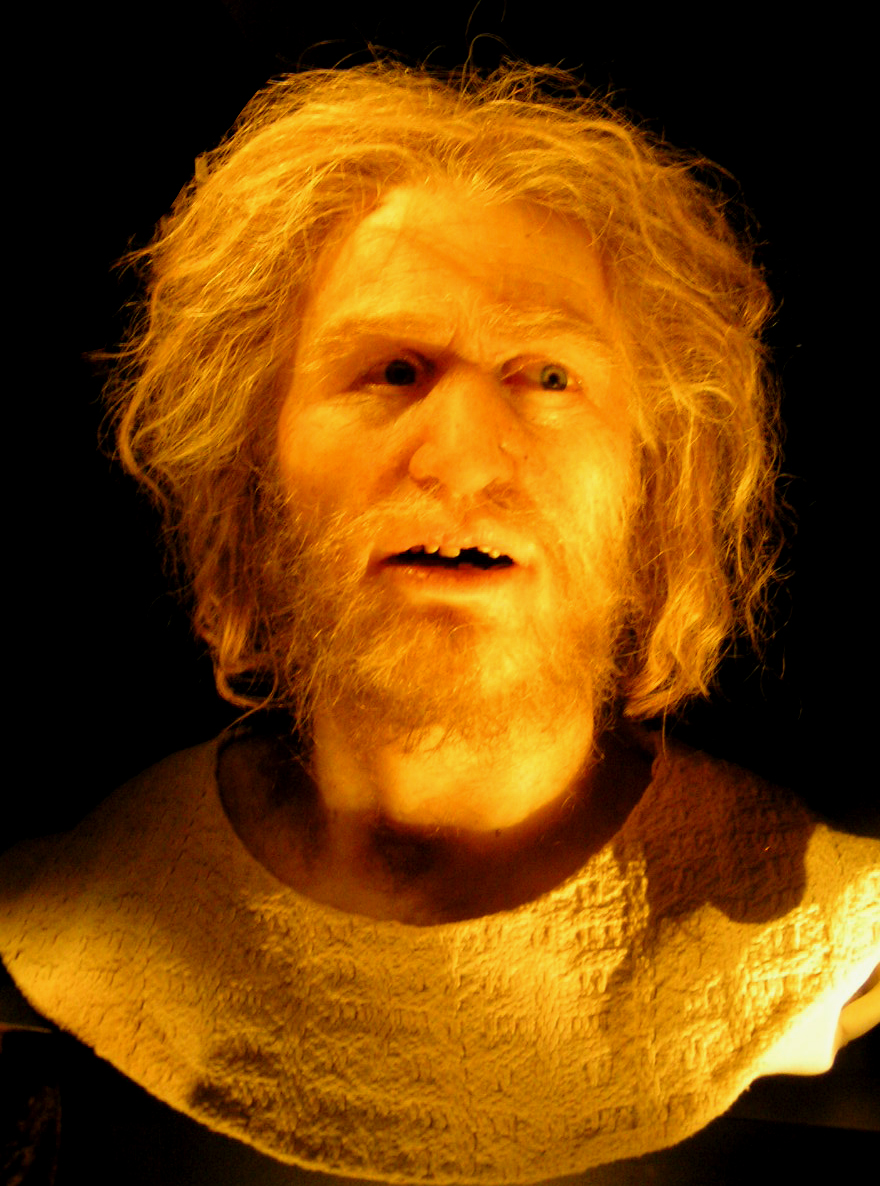
Reconstrucción moderna del cráneo que supuestamente perteneció al pirata del Klaus Störtebeker, líder de los Hermanos de las vituallas, que navegaba por los mares europeos.

En la cultura popular de habla inglesa y otras, el estereotipo moderno del pirata debe sus atributos principalmente a la tradición imaginada del pirata del Caribe del siglo XVIII que navegaba por lo que los autores angloparlantes llamaban el "Spanish Main" y a representaciones tan célebres del siglo XX como el capitán Garfio y su tripulación en las versiones teatral y cinematográfica de Peter Pan, el libro para niños de J. M. Barrie, la interpretación de Long John Silver hecha por Robert Newton en la adaptación cinematográfica de 1950 de la novela La isla del tesoro de Robert Louis Stevenson, y a las varias adaptaciones del pirata de Oriente Medio Simbad el marino. En estos y otros innumerables libros, películas y leyendas, frecuentemente de origen anglosajón, los piratas son retratados como "espadachines fanfarrones" y "saqueadores". Se les muestra en barcos, a menudo usando parches en los ojos o patas de madera, con un loro posado en el hombro y en las versiones en inglés diciendo frases como "Arr, matey" y "Avast, me hearty". Los piratas han conservado esta imagen a través de atracciones turísticas de temática pirata, películas, juguetes, libros y obras de teatro.

## Orígenes
Las características típicas de los piratas en la cultura popular, particularmente la de origen anglosajón, provienen en gran medida de la llamada Edad de Oro de la Piratería a finales del siglo XVII y principios del XVIII, época en la que se ambientan muchos ejemplos de la ficción de piratas. A los vikingos, que también habían sido piratas, se les asignó un arquetipo distinto y separado en la cultura popular, proveniente del renacimiento vikingo. 
La primera obra literaria de importancia en popularizar el tema de la piratería fue la Historia general de los robos y asesinatos de los más famosos piratas (1724) escrita por el capitán Charles Johnson. Este libro es la fuente principal de las biografías de muchos de los piratas conocidos de la Edad de Oro, y brinda una extensa descripción de este período. Al otorgarles un estatus casi mítico a los piratas más coloridos, como los famosos piratas ingleses Barbanegra y Calicó Jack, el libro habría de establecer el relato prototípico de las vidas de muchos piratas en la Edad de Oro, un aspecto que influyó en la literatura piratesca de los novelistas escoceses Robert Louis Stevenson y J. M. Barrie, autor de Peter Pan El texto de Johnson relataba la vida de muchos piratas famosos de la época, pero es probable que se haya tomado licencias considerables en sus descripciones de las conversaciones entre piratas.
La isla del tesoro de Stevenson (1883) es considerada como la obra más influyente de ficción sobre piratas, junto con sus numerosas adaptaciones al cine y la televisión, e introdujo o popularizó muchas de las características y clichés que son ahora comunes en el género. Stevenson describió a la Historia general de los piratas de Johnson como una de sus principales influencias, e incluso sacó el nombre de uno de sus personajes (Israel Hands) de una lista de la tripulación de Barbanegra que aparecía en el libro de Johnson.

## Apariencia y manerismos de los piratas del Caribe
En las películas, libros, dibujos animados y juguetes, generalmente de origen anglosajón, los piratas tienen con frecuencia una apariencia poco refinada que evoca su estilo de vida criminal, sus personalidades rebeldes y sus acciones marinas y aventureras. Con frecuencia se les describe como codiciosos, mezquinos y obsesionados principalmente en luchar y saquear a otros piratas enemigos y encontrar tesoros escondidos. Se les muestra a menudo vistiendo ropas raídas de los siglos XVII o XVIII, con pañoletas o tricornios de plumas. En ocasiones llevan un parche en el ojo y casi siempre llevan al cinto un alfanje y una pistola de chispa, o alguna otra espada o arma. También suelen tener cicatrices y heridas de batalla, dientes podridos o faltantes (que sugieren efectos del escorbuto), así como un garfio o una pata de palo en reemplazo de una mano o una pierna que han perdido. Algunas representaciones de piratas también incluyen mascotas como loros o monos, estos últimos generalmente usados para ayudarles a robar cosas debido a su supuesta disposición traviesa. El capitán del barco pirata generalmente obliga a sus cautivos o a traidores de su tripulación a caminar por el tablón, generalmente sobre aguas infestadas de tiburones.
Los piratas históricos eran a menudo marineros o soldados caídos en desgracia, que se veían obligados a trabajar en el mar o a saquear mercancías y barcos para sobrevivir. Dependiendo del contexto moral y social de una obra de literatura pirata, algunos de los personajes de piratas en la obra podían ser representados como hombres caídos en desgracia, pareciéndose en algún sentido a una persona "respetable". Los piratas generalmente buscan tesoros enterrados, que a menudo son puestos, después del saqueo, en cofres del tesoro. Los tesoros de los piratas suelen ser oro o plata, a menudo en forma de doblones o reales de a ocho.

## Subcultura pirata
En la década de 1990, se inventó en los Estados Unidos el Día Internacional de Hablar como un Pirata como una festividad de parodia, celebrada el 19 de septiembre. Esta festividad permite a las personas "dejar salir su pirata interior" y vestirse y hablar como se describen estereotípicamente las ropas y el habla de los piratas. El Día Internacional del Hablar como un Pirata ha ido creciendo en popularidad a través de Internet desde que sus fundadores crearon un sitio web que enseña a los visitantes a "hablar como piratas". Venganza.org es otro sitio web que publicita este día.
En la comunidad en línea anglosajona, muchos juegos, películas y otros tipos de medios se basan en la premisa, que se cree fue generada por el sitio web de sátira Real Ultimate Power, de que los piratas (en el sentido de bucaneros del Caribe) y los ninjas son enemigos jurados. El meme "Piratas versus Ninjas " también se expresa fuera de la internet, a través de fiestas y mercancía que se consigue en tiendas de ropa y regalos de cultura popular.
Los piratas también juegan un papel central en la religión de parodia del pastafarianismo. Establecida en 2005, los "pastafaris" (miembros de la Iglesia del Monstruo de Espagueti Volador) afirman creer que el calentamiento global es resultado de la inmensa disminución en el número de piratas desde el siglo XVIII, y explicando la frialdad asociada con los meses de invierno que siguen a Halloween como un efecto directo de la cantidad de piratas que dan a conocer su existencia durante la celebración.

## Arquetipos piratas alternativos
Además del arquetipo tradicional de piratas de mar, existen otros arquetipos de piratas en la cultura popular.
- Los piratas aéreos son arquetipos de personajes de ciencia ficción y fantasía que operan en el aire, en lugar de navegar por el mar. Como los piratas de mar tradicionales que tienen como objetivo a los barcos de vela, los piratas aéreos capturan y saquean aeronaves y otros objetivos para obtener carga, dinero y, en ocasiones, roban aviones completos.
- Los piratas espaciales son arquetipos de personajes de ciencia ficción que operan en el espacio exterior, en vez de navegar por el mar. Como los piratas de mar tradicionales que tienen como objetivo a los barcos de vela, los piratas espaciales capturan y saquean naves espaciales para obtener carga, dinero y, ocasionalmente, roban naves espaciales enteras.

La vestimenta y el habla de estos arquetipos alternativos pueden variar. En algunos casos, pueden corresponder a la visión que tiene un autor en particular sobre el escenario de una historia, en vez de sus contrapartes de mar tradicionales. Por otro lado, pueden seguir el modelo de los piratas marinos esterotípicos.

## Piratas en las artes

### Cómics y manga

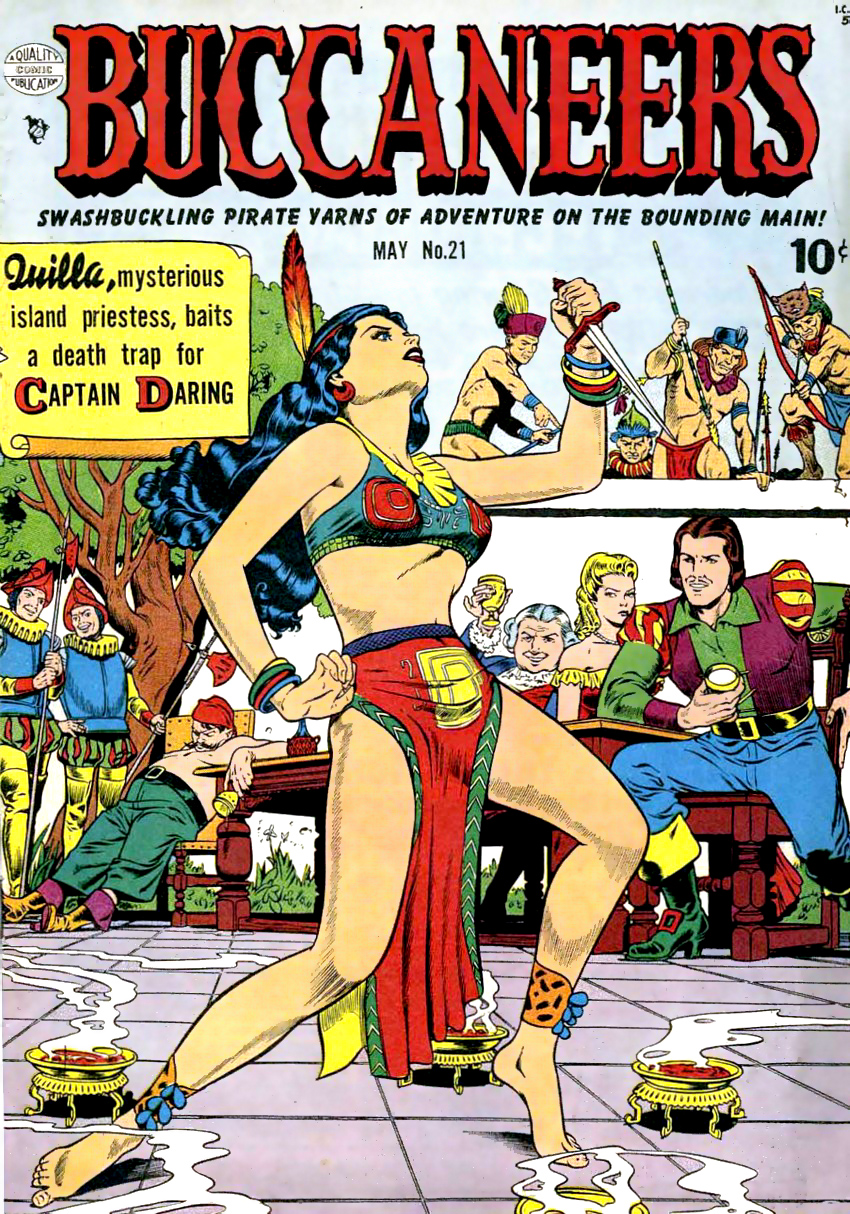
"Swashbuckling Yarns of Piracy": Buccaneers, volumen 1, número 21, mayo de 1950. Arte de Reed Crandall.

- Terry y los Piratas (1934-1973) de Milton Caniff es una tira cómica de aventuras ambientada con frecuencia entre piratas del siglo XX de China y el sudeste asiático, encabezados por la famosa Dragon Lady.
- Abraham Tuizentfloot, un desquiciado que se disfraza de pirata y con frecuencia quiere atacar a la gente. Debutó en The adventures of Nero de Marc Sleen en 1957.[7]
- Barbarroja (1959 en adelante), una serie de cómics belga de Jean-Michel Charlier y Victor Hubinon protagonizada por el capitán Barbarroja.[8][9]
- Un grupo de piratas desventurados en Astérix de Albert Uderzo, en sí mismos parodias de los personajes de Barbarroja (ver arriba), y que a menudo se topan con Astérix y Obelix y en seguida son golpeados y generalmente hundidos.[10]
- Batman: Leatherwing (1994), un cómic de Elseworlds de Chuck Dixon que muestra a Batman como un pirata.
- One Piece (1997 en adelante), ambientada en un mundo ficticio donde la piratería está en su apogeo, el Gobierno Mundial y su Armada intentan detenerla, y un joven desea convertirse en el próximo Rey de los Piratas. Es el manga más popular actualmente en Japón.
- Black Lagoon (2002 en adelante) es un manga japonés que retrata a un grupo de piratas modernos en el mar del sudeste asiático, que ganan dinero principalmente con actos de contrabando, extorsión o actuando como mercenarios.
- The Red Seas (2002 en adelante), una mezcla de piratas y fenómenos extraños de Ian Edginton y Steve Yeowell.
- Outlaw Star, los principales antagonistas de la serie son miembros de un gremio pirata, una gran red de clanes de piratas espaciales regados por todo el universo.
- Watchmen presenta un "cómic dentro de un cómic" llamado Tales of the Black Freighter (Cuentos de la fragata negra), que narra una historia de piratas. Watchmen se desarrolla en una historia alternativa donde los superhéroes están vivos y la gente sabe que están en desgracia, por lo que en lugar de cómics sobre superhéroes, los cómics que tratan sobre piratas son más populares.

### Películas

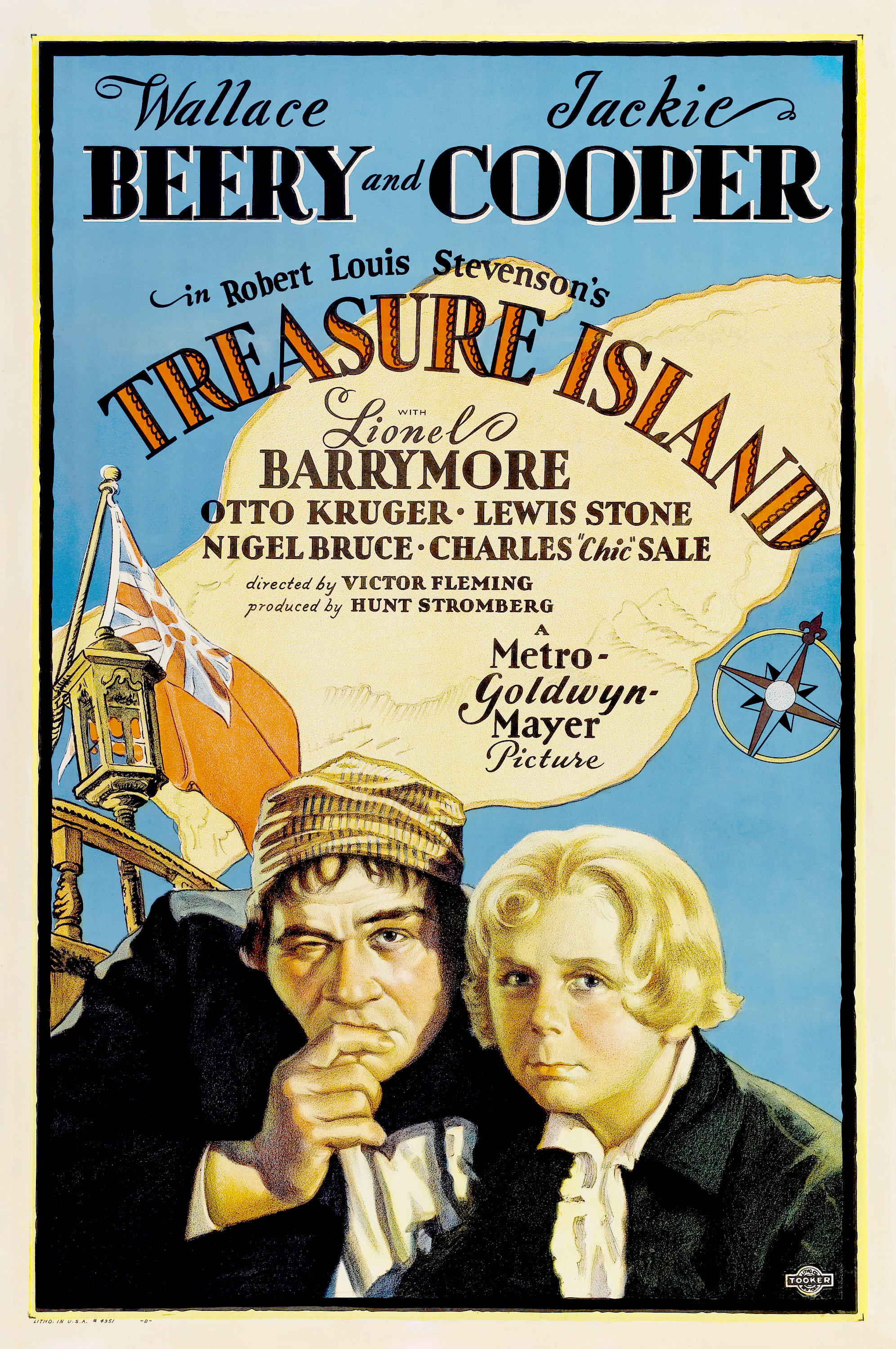
Póster - La isla del tesoro (1934) 01 edición en color

- The Black Pirate, una película de 1926 protagonizada por Douglas Fairbanks.
- La isla del tesoro, una adaptación de 1934 del libro de Stevenson, protagonizada por Wallace Beery.
- El capitán Blood, una película de 1935 protagonizada por Errol Flynn.
- The Buccaneer, una película de 1938 protagonizada por Fredric March.
- Jamaica Inn, una película de 1939 protagonizada por Charles Laughton, Maureen O'Hara y Robert Newton.
- The Sea Hawk, una película de 1940 protagonizada por Errol Flynn.
- Reap the wild wind, una película de 1942 protagonizada por John Wayne.
- El cisne negro, una película de 1942 protagonizada por Tyrone Power, Maureen O'Hara y Anthony Quinn.
- Frenchman's Creek, una película de 1944 protagonizada por Basil Rathbone y Joan Fontaine.
- El pirata, un musical de 1948 protagonizado por Gene Kelly y Judy Garland.
- La isla del tesoro, una adaptación de 1950 del libro de Stevenson, protagonizada por Robert Newton.
- Against All Flags, una película de 1952 protagonizada por Errol Flynn y Maureen O'Hara.
- Long John Silver, una secuela de La isla del tesoro de 1954, protagonizada por Robert Newton.
- The Buccaneer, una película de 1958 protagonizada por Yul Brynner, Charles Boyer y Charlton Heston.
- The Son of Captain Blood, una secuela de 1962 de el capitán Blood, protagonizada por Sean Flynn.
- Blackbeard's Ghost, una película de 1968 protagonizada por Peter Ustinov.
- La isla del tesoro, una adaptación de 1972 del libro de Stevenson, protagonizada por Orson Welles.
- Piratas del siglo XX (Пираты XX), una película de aventuras soviética de 1979 sobre la piratería moderna.
- La isla (1980), película basada en la novela homónima de Peter Benchley.
- The Pirate Movie (1982), una película australiana basada libremente en The Pirates of Penzance, protagonizada por Christopher Atkins y Kristy McNichol.
- Nate and Hayes, una película de 1983 basada en las aventuras del famoso Bully Hayes, un pirata en el Pacífico Sur a finales del siglo XIX. También conocida como Savage Islands.
- Yellowbeard, una película de 1983 protagonizada por Graham Chapman como Barbaamarilla el pirata.
- Los Goonies, una película de 1985 protagonizada por Sean Astin, Josh Brolin y Corey Feldman.
- Piratas, una película cómica y de aventuras de Roman Polanski de 1986 protagonizada por Walter Matthau.
- The Princess Bride, una adaptación cinematográfica de 1987 de la novela de William Goldman que tiene al "temible pirata Roberts" como uno de sus personajes centrales.
- Hook, una película de 1991 protagonizada por Robin Williams.
- Cutthroat Island, una película de Renny Harlin de 1995 que fue un fracaso notable, protagonizada por Geena Davis
- Muppet Treasure Island, una película liberalmente basada en La isla del tesoro de Stevens de 1996 protagonizada por Los Muppets y Tim Curry.
- Six Days, Seven Nights, una película de 1998, presenta la piratería en el Mar de China Meridional.
- Scooby-Doo en la isla de los zombis, una película de 1998, en la que Scooby y la pandilla investigan una isla pantanosa habitada por los espíritus de Morgan Moonscar y su equipo.
- El planeta del tesoro, una película de 2002, adaptación de ciencia ficción animada hecha por Disney del libro de Stevenson.
- Piratas del Caribe: La maldición de la Perla Negra (2003), Piratas del Caribe: El cofre del hombre muerto (2006), Piratas del Caribe: En el fin del mundo ( 2007 ), Piratas del Caribe: On Stranger Tides (2011) y Pirates of the Caribbean: Dead Men Tell No Tales (2017), películas basadas en la popular atracción de Disneyland, "Piratas del Caribe".
- Pirates of Treasure Island, una adaptación cinematográfica de 2006 de la novela La isla del tesoro producida por The Asylum.
- The Pirates! In an Adventure with Scientists!, una película de Aardman Animations de 2012 adaptada libremente de un libro de comedia de Gideon Defoe.

### Literatura

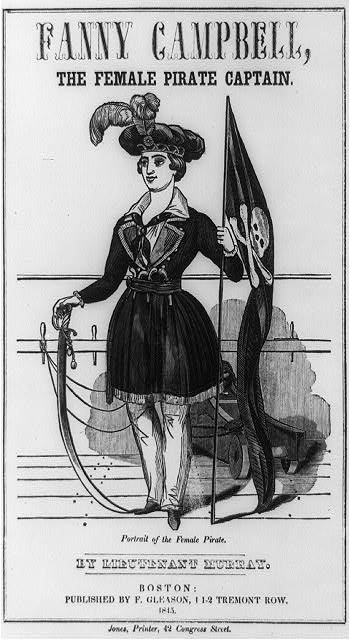
Fanny Campbell, protagonista de la novela de 1844 " Fanny Campbell, la capitana pirata " de Maturin Murray Ballou

- Robinson Crusoe (1719) y La vida, aventuras y piraterías del famoso capitán Singleton (1720) de Daniel Defoe fueron algunas de las primeras novelas en representar la piratería, entre otras aventuras marítimas.
- Una historia general de los robos y asesinatos de los más famosos piratas (1724) del capitán Charles Johnson (posiblemente un seudónimo de Defoe) introdujo muchas características que luego se volvieron comunes en la literatura pirata, como los piratas a los que les faltan piernas u ojos, el mito de piratas enterrando tesoros, y el nombre de la bandera pirata Jolly Roger.[11]
- The Corsair (el Corsario; 1814), un poema de Byron sobre un capitán pirata. Inspiró directamente la obertura de Berlioz, Le Corsair (1844).
- El pirata (1821), novela de Sir Walter Scott.
- "El escarabajo de oro" (1843), un cuento de Edgar Allan Poe presentaba una búsqueda de un tesoro enterrado escondido por el capitán William Kidd y encontrado siguiendo un código elaborado en un trozo de pergamino.
- Fanny Campbell, la capitana pirata, una novela sobre una mujer que se hace a la mar vestida de hombre para rescatar a su prometido y se convierte en capitana pirata.
- La isla del tesoro (1883), novela de Robert Louis Stevenson.
- El corsario negro (1898), primera de una serie de novelas sobre piratas de Emilio Salgari.
- Sandokán (1883-1913), una serie de novelas piratas de Emilio Salgari. Ambientada en Malasia a finales del siglo XIX.
- El capitán Blood (1922), una novela de Rafael Sabatini (seguida de dos secuelas: Captain Blood Returns [también conocida como Las crónicas del capitán Blood ] y The Fortunes of Captain Blood, cada una de las cuales es una colección de aventuras del Capitán Blood).
- The Dealings of Captain Sharkey (1925), una novela de Sir Arthur Conan Doyle, famoso por sus historias de Sherlock Holmes.
- La reina de la Costa Negra (1934), novela de Robert E. Howard que presenta a Bêlit, una reina pirata que tiene una relación romántica con Conan. Es la primera amante seria de Conan.
- La rebelión de Atlas (1957) de Ayn Rand contiene un pirata ficticio, Ragnar Danneskjöld, cuyas actividades están motivadas por una ideología capitalista.
- La princesa prometida (1973), una novela de William Goldman tiene a "el temible pirata Roberts" como uno de sus personajes centrales.
- La isla (1979) de Peter Benchley y la adaptación cinematográfica de 1980 para la cual escribió el guion, cuentan con una banda de piratas modernos que se aprovechan de la navegación de civiles ppr el Caribe.
- En costas extrañas (1987), una novela de fantasía histórica de Tim Powers. Más tarde se adaptó a la cuarta película de la saga Piratas del Caribe .
- Bloody Jack (2002), una novela histórica de L. A. Meyer.
- The Pirates! In an Adventure with Scientists (2004) de Gideon Defoe, una aventura surrealista con piratas estereotípicos y Charles Darwin. Defoe ha escrito libros posteriores que involucran a la misma tripulación pirata y sus anacrónicas y absurdas aventuras.
- La serie Piratica (2004, 2006 y 2007), una serie de novelas de piratas de Tanith Lee.
- Sea Witch (2006), novela para adultos de Helen Hollick publicada por D. A. Diamonds.
- The Adventures of Hector Lynch (2007-2009), una serie de piratas de Tim Severin
- The Government Manual for New Pirates (2007), una parodia de las guías de supervivencia, de Matthew David Brozik y Jacob Sager Weinstein .
- Isle of Swords (2007), una novela de Wayne Thomas Batson.
- Pirate Latitudes (2009), una novela de Michael Crichton.
- The Pyrates Way Magazine (2006-presente), una revista trimestral en línea de Kimball Publications, LLC.
- Maddox (escritor) a menudo se presenta a sí mismo como un pirata en su sitio web La mejor página del universo
- Ana e os piratas do novo mundo (2012), un libro de Lucas Peixoto Dantas[12][13][14]

### Música

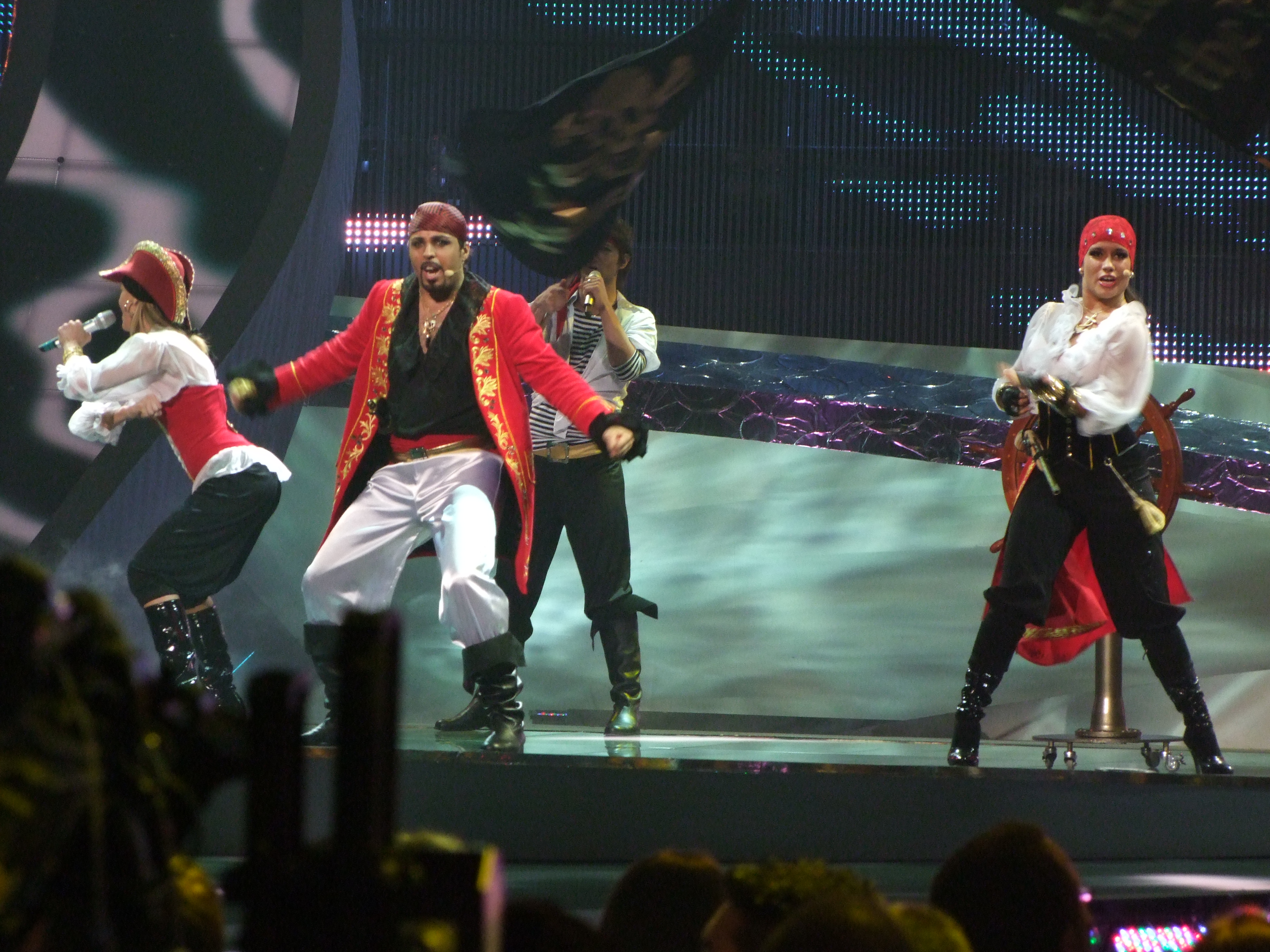
El grupo de canto letón Pirates of the Sea interpreta Wolves of the Sea en Eurovisión 2008

- Los músicos se han sentido atraídos durante mucho tiempo hacia la cultura pirata, debido a su desestablecimiento y su vestimenta particular. Un grupo de pop británico de principios de la década de 1960 se hacía llamar Johnny Kidd and the Pirates y usaba parches en los ojos mientras actuaban. Keith Moon, baterista de The Who, era fanático de Robert Newton. Flogging Molly, The Briggs, Dropkick Murphys, The Leper Khanz, The Coral, The Mighty Mighty Bosstones, Tokyo Ska Paradise Orchestra, Bullets And Octane, Mad Caddies, The Vandals, Gnarkill, Armored Saint, Jimmy Buffett y Stephen Malkmus tienen canciones de temática pirata también.
- Alestorm es una banda de power metal/folk metal de temática pirata con sede en Perth, Escocia. También invitan a sus fans a vestirse como piratas y llevar accesorios a los conciertos.
- Swashbuckle es una banda estadounidense de thrash metal que se disfrazan y cantan sobre piratas.
- Emerson, Lake & Palmer grabaron la canción "Pirates", una pieza de 13 minutos de duración de su gira de 1977. Cuenta con la Orquesta de L'Opera de Paris. La pieza se puede encontrar en el álbum "Obras, volumen 1"
- Running Wild, una banda de metal alemana, adoptó una imagen de "pirate metal" en 1987, con su tercer álbum.
- Los Sex Pistols adaptaron la irreverente canción "Good Ship Venus" como su éxito "Friggin 'in the Rigging". El protegido de Malcolm McLaren, Adam Ant, llevó la imagen pirata más allá. Una de las pistas del álbum Kings of the Wild Frontier se llamaba "Jolly Roger".
- Gorillaz grabó una canción llamada "Pirate Jet" que aparece como la pista número 16 en su tercer álbum de estudio Plastic Beach .
- En 1986, los Beastie Boys rindieron homenaje al estilo de vida pirata en su álbum Licensed to Ill con la canción "Rhymin 'and Stealin'". La canción está llena de frases piratas y náuticas mezcladas generosamente con referencias al hip-hop de los 80.
- Mutiny es una banda de folk-punk australiana de temática pirata con lanzamientos en Fistolo Records.
- En Venezuela, la agrupación de tecnomerengue Los fantasmas del Caribe vestía como piratas.
- El músico/comediante gótico Voltaire ilustra la rivalidad a veces humorística entre los campamentos vampíricos y piratas de los góticos en la canción "Vampire Club" del álbum Boo Hoo (2002).
- La banda de comedia estadounidense The Aquabats grabó una canción titulada "El capitán Hampton y los piratas enanos" en su álbum de 1997 ¡ La furia de los Aquabats!, que contaba la historia de Jim, un niño que se une a un equipo de caza de piratas encabezado por el Capitán Hampton. Los piratas también se mencionan en la canción de 2000 de la banda "The Wild Sea" en Myths, Legends and Other Amazing Adventures, vol. 2 .
- El pirata, un musical protagonizado por Judy Garland y Gene Kelly, tiene una serie de canciones sobre la piratería en general, y el temible pirata "Mack the Black" Macoco en particular.
- Pirate Shantyman and his Bonnie Lass
- The Dreadnoughts son una banda pirata de Vancouver, Canadá, que incluye el uso de un acordeón y un violín.
- Relient K lanzó un sencillo que cubre la canción "Los piratas que no hacen nada" para el programa infantil VeggieTales. Fue originalmente grabada por el elenco de VeggieTales, y la versión de la canción de Relient K se incluyó más tarde en el álbum recopilatorio de 2003 llamado "Veggie Rocks!"
- En el Festival de la Canción de Eurovisión 2008, la banda letona Pirates of the Sea entró con la canción Wolves of the Sea
- Nox Arcana grabó un álbum de temática pirata, Phantoms of the High Seas en 2008, que contiene una serie de acertijos y pistas ocultos que conducen a un mapa del tesoro.
- Cosmo Jarvis lanzó la canción "Gay Pirates" el 23 de enero de 2011.
- The Original Rabbit Foot Spasm Band lanzó la canción "Pirates!" en su álbum Year of the Rabbit el 3 de febrero de 2011.
- " Barret's Privateers " es una canción escrita por Stan Rogers popular en Nueva Escocia, Canadá, que detalla la historia ficticia de Elcid Barret y sus corsarios y su viaje en el Antílope para asaltar barcos estadounidenses.

### Teatro

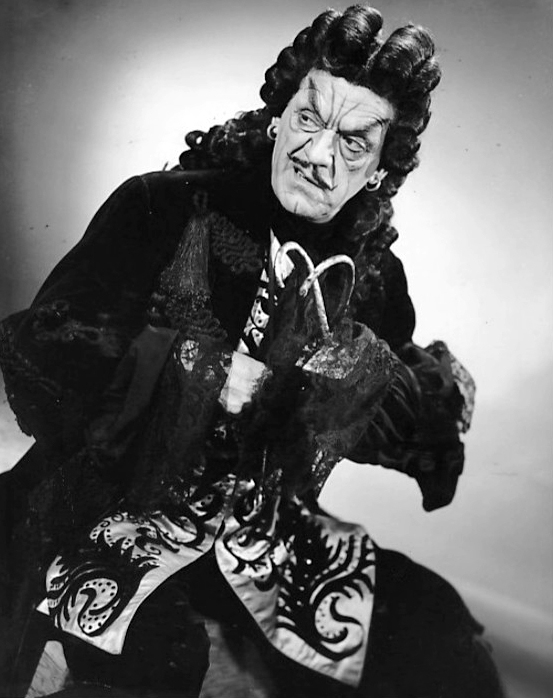
Boris Karloff como el Capitán Garfio en una producción de Broadway de 1951 de Peter Pan

En 1879, la ópera cómica The Pirates of Penzance fue un éxito instantáneo en Nueva York, y la producción original de Londres en 1880 llegó a las 363 funciones. La obra, que representa a una banda incompetente de piratas "bondadosos" británicos, todavía se presenta ampliamente en la actualidad y obviamente corresponde al conocimiento histórico sobre el surgimiento de la piratería en el Caribe.
Si bien nunca hay piratas sobre el escenario en la obra Hamlet de William Shakespeare, Hamlet afirma que su barco a Inglaterra fue atacado por piratas.
En 1904, se estrenó por primera vez la obra de J. M. Barrie, Peter Pan, o El niño que no quería crecer. En el libro, los enemigos de Peter en la tierrade Nunca Jamás son la tripulación pirata comandada por el Capitán Garfio. Si bien faltan detalles sobre cómo concibió Barrie al Capitán Garfio, parece que se inspiró en por lo menos un corsario histórico, y posiblemente también en el personaje de Long John Silver de Robert Louis Stevenson. En las adaptaciones cinematográficas estrenadas en 1924, 1953 y 2003, el vestido de Garfio, así como el atuendo de su equipo, corresponde a las nociones estereotipadas de la apariencia pirata.
- El pirata es una ópera de Vincenzo Bellini, 1827
- The Pirates of Penzance, una opereta cómica de Gilbert y Sullivan incluye un rey pirata y una tripulación de piratas huérfanos.
- Captain Sabertooth es una obra de teatro actuada por primera vez en el zoológico/parque de atracciones de Noruega de Terje Formoe.
- The Buccaneers of America de John Esquemeling muestra las historias supuestamente reales de algunos piratas del Caribe.
- The Lady Pirates of Captain Bree también llamado Captain Bree and her Lady Pirates de Martin A. Follose y Bill Francoeur, una parodia musical
- El Festival Störtebeker en la isla de Rügen en Alemania, establecido en 1959/1993, es uno de los teatros al aire libre mejor establecidos de Europa, siguiendo las historias y leyendas de Klaus Störtebeker y sus hermanos de las vituallas y likedeelers del siglo XIV.

### Televisión

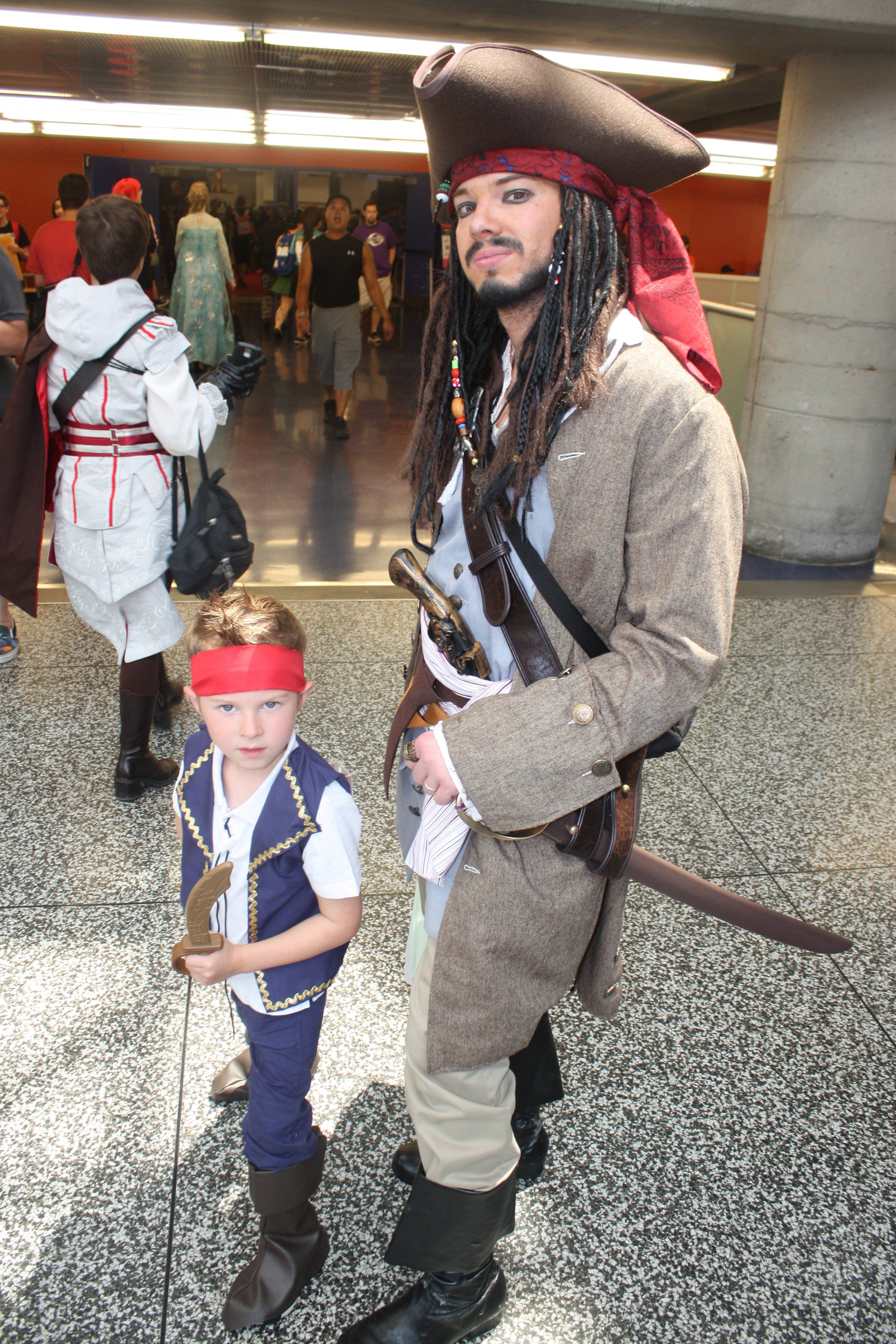
Un niño vestido como el personaje de televisión de Disney Jake y los piratas del país de Nunca Jamás posa con el pirata de la película capitán Jack Sparrow en Montreal Comicon 2015

- Captain Pugwash, una serie de programas de televisión, historietas y libros animados para niños británicos, se mostró por primera vez en la BBC en 1957.
- El Doctor y sus amigos se encuentran con piratas espaciales en numerosos episodios de Doctor Who de la BBC (como The Space Pirates), aunque también conocieron a piratas históricos en The Smugglers (1966) y La maldición del punto negro (2011). Ambas historias involucran la recompensa por el capitán Henry Avery (Hugh Bonneville), de quien el Doctor eventualmente se hace amigo.
- En un episodio de 1969 de Scooby-Doo de Hanna-Barbera, Mystery Inc. se enfrentó al fantasma de Barbarroja (con la voz de John Stephenson).
- Los piratas que cantores y bailarines Nasty Max, Mighty Matt, Massmedia y Sleazeappeal de la serie animada Espartaco y el sol bajo el mar.
- TaleSpin (1990) de Disney presenta al pirata aéreo Don Karnage que siempre trata de robar bienes y, a veces, los tesoros de Baloo.
- Piratas de las aguas negras es una serie animada de Hanna-Barbera de la década de 1990.
- Mad Jack the Pirate, producida por Bill Kopp, apareció en Fox Kids en la década de 1990.
- Pirates fue una comedia infantil de 1994 sobre una familia de piratas que vivían en una casa del consejo.
- La canción de la serie animada Bob Esponja es cantada por Patchy (o Parche) el pirata, con la voz de Pat Pinney. Algunos episodios también son presentados por Patchy el pirata, interpretado por Tom Kenny, la voz de Bob Esponja. También en algunos de los episodios de Bob Esponja hay un personaje llamado El Holandés Volador que es un fantasma pirata.
- One Piece (1999 en adelante), la adaptación animada del manga japonés del mismo nombre (ver más abajo).
- Pirate Islands, un programa de televisión infantil australiano de 2003, y secuela Pirate Islands: The Lost Treasure of Fiji .
- Black Lagoon es un anime de 2006 sobre piratas en el Mar de China Meridional. Es una mirada algo realista a los temas subyacentes de la piratería moderna.
- La séptima temporada de Survivor, así como los programas de reality Pearl Islands y Pirate Master tuvieron temas de piratería.
- En el programa Deadliest Warrior, hubo un episodio titulado "Pirata vs. Caballero".
- La serie animada de Disney Junior Jake y los piratas del país de Nunca Jamás debutó en 2011.
- Kaizoku Sentai Gokaiger (2011) es la temporada del 35 aniversario de la serie Super Sentai que tiene un tema pirata y su contraparte estadounidense Power Rangers Super Megaforce, que es parte de la temporada del 20 aniversario de los Power Rangers que usa disfraces, accesorios y metraje de Gokaiger.
- Marika Kato es la protagonista y capitana pirata espacial del Bentenmaru en el ánime Bodacious Space Pirates (2012).
- Black Sails es una serie dramática de televisión creada por Jonathan E. Steinberg y Robert Levine para Starz Inc., que se estrenó en enero de 2014.
- Crossbones es una serie de televisión estadounidense de la cadena NBC que se estrenó el 30 de mayo de 2014.
- La serie de televisión infantil flamenca Piet Piraat de Studio 100, protagonizada por un capitán pirata y su tripulación.
- La serie de televisión animada de Nickelodeon, The Loud House, presenta a un personaje llamado C. J., al que le gusta jugar a los piratas. Incluso hay un episodio de Los Casagrande que gira en torno al tema pirata, titulado "Arrr in the Family".

### Videojuegos
- Assassin's Creed IV: Black Flag tiene una ambientación predominantemente pirata.
- Claw es un juego de plataformas de Monolith Productions que es una parodia caricaturesca de las películas de piratas.
- Donkey Kong Country 2: Diddy's Kong Quest incluye enemigos y lugares de tema pirata, incluyendo al villano recurrente King K. Rool ahora llamado Kapitán K. Rool y vestido como capitán pirata.
- Doodle Pirate en juego de Android desarrollado por Impudia Games, que presenta un lado comédico de la búsqueda de tesoros.
- Final Fantasy XII tiene muchos personajes, incluyendo a Balthier que son piratas aéreos. También, Faris en Final Fantasy V y Leila en Final Fantasy II son piratas.
- Los piratas aparecen como una clase de personajes en varios juegos de Fire Emblem.
- Heroes of the Storm tiene un campo de batalla de temática pirata, Blackheart's Bay, y a Blackheart, el señor pirata fantasma, como el anunciador.
- El juego de rol de acción Kingdom Hearts II incluye una sección que adapta la trama de Pirates of the Caribbean: The Curse of the Black Pearl. Muestra a los héroes Sora, Donald, y Goofy haciendo equipo con el protagonista de la película Jack Sparrow para luchar contra el villano de la película, Barbossa, así como una escenario posterior en el que los héroes visitan de nuevo a Jack. Kingdom Hearts III revisita este mundo, a medida que los tres héroes hacen equipo con Jack una vez más para luchar contra Davy Jones en una adaptación de Pirates of the Caribbean: At World's End.
- The Legend of Zelda: The Wind Waker muestra piratas como Tetra y su tripulación.
- El primer jefe de Lego Racers es el capitán Barbarroja. Cuando es derrotado, se pueden construir carros usando piezas de lego de temática "pirata"
- Loot, juego de cartas hecho por Gamewright.
- Maple Story tiene una clase de trabajo añadida de pirata.
- Medal of Honor: Warfighter, un videojuego de disparos en primera persona hecho por Danger Close Games
- Megaman Battle Network 6 tiene un miembro de la WWW llamado Capitán Barbanegra, un operador de Diveman.EXE que vestía como marinero.
- Metroid es un videojuego en el que los principales antagonistas son piratas espaciales.
- La serie de temática pirata Monkey Island está inspirada en el libro de Tim Powers En costas extrañas y la atracción de Disneyland <i>Pirates of the Caribbean</i>. Está ambientada en el siglo XVIII y es protagonizada por el héroe pirata Guybrush Threepwood y el pirata malévolo LeChuck.
- Pirates of the Burning Sea es un MMORPG de capa y espada ambientado en el Caribe de comienzo del siglo XVIII.
- Pirates: The Legend of Black Kat de Westwood studios es una mezcla de aventura en tercera persona y batallas marinas.
- Pirates, Vikings and Knights II es un videojuego de multijugador en que los jugadores pueden jugar como un equipo de piratas muy estereotipados.
- Ratchet & Clank Future: Tools of Destruction y Ratchet & Clank Future: Quest for Booty contienen piratas como enemigos a lo largo de los niveles.
- Rogue Galaxy es un videojuego de rol en el que el personaje principal, Jaster Rogue se une a una tripulación de piratas espaciales para ayudar a derrotar a un imperio opresor.
- Sea of Thieves es un videojuego de mundo abierto con un ambiente temático de piratas.
- Sid Meier's Pirates! es un reconocido videojuego con piratas.
- Skies of Arcadia es un videojuego para Sega Dreamcast (luego reelaborado como Skies of Arcadia Legends para Nintendo Gamecube) sobre un grupo de piratas aéreos que luchan contra un poder opresor que amenaza dominar y destruir el mundo.
- Sly 3: Honor Among Thieves muestra un nivel en que la Cooper Gang roba un barco pirata, y lo mejora para derrotar a tripulaciones piratas rivales
- Sonic Rush Adventure tiene lugar en un mundo de temática pirata. Este incluye un robot pirata de nombre Capitán Whisker.
- En la serie Soulcalibur, Cervantes, un personaje que aparece continuamente a lo largo de la franquicia, es pirata. En Soul Calibur III específicamente, hay una opción de clase 'Pirata' para personajes modificables.
- Star Wars Empire At War contiene una facción no jugable llamada Piratas del sol negro, una gran banda de mercenarios.
- En Suikoden IV hay muchos piratas que pueden encontrarse y reclutarse.
- En Tales of Berseria el protagonista hace equipo a regañadientes con un grupo de piratas. El primer compañero, Eizen, se hace parte del elenco principal mientras que el resto de la tripulación hace apariciones frecuentes a lo largo del juego. El jugador o jugadora tiene la opción de enviar a la tripulación a expediciones a recoger objetos y explorar aguas que no están en los mapas.
- Tropico 2: Pirate Cove es un juego de construcción de ciudades de 2003 en que el jugador o jugadora controla una isla pirata como el Rey de los Piratas.
- Uncharted Waters es una serie de videojuegos de rol de Koei ambientado en la era de los descubrimientos en el que el jugador o jugadora asume el rol de capitán de una flota naval. Todos los juegos incluyen piratas como amenazas regulares y es posible jugar con personajes de piratas en algunas de las iteraciones.
- El juego independiente de acción-aventura Wandersong incluye un capítulo de "Viaje de la Lady Arábica," en que el protagonista bardo y su amiga bruja Miriam parten en un viaje con lo que parece ser una tripulación pirata. A pesar de su apariencia, sin embargo, no hacen actividades de piratería usuales y en cambio cultivan y venden granos de café.
- World of Warcraft incluye piratas como NPCs y personajes que dan misiones. Además, el día de los piratas es celebrado dentro del juego en septiembre 19 cada año en honor al día internacional de hablar como un pirata.
- Yohoho! Puzzle Pirates es un MMOG en que el jugador o jugadora asume el rol de pirata, teniendo aventuras en altamar y saqueando dinero de bargos enemigos.
- Zack &amp; Wiki: Quest for Barbaros' Treasure es un videojuego de lógica de aventuras paraNintendo Wii.
- La primera área en Pac-Man World contiene cuatro niveles de temática pirata llamados Buccaneer Beach, Corsair's Cove, Crazy Cannonade, y HMS Windbag.
- Uncharted 4: A Thief's End es un juego de aventuras centrado en encontrar el tesoro de Henry Every

### Publicidad
- El capitán Crook era un personaje de los restaurantes McDonald en su campaña publicitaria McDonaldlandia, 1971-1985. Aparecía como un personaje disfrazado tipo "mascota", interpretado por Robert Towers y con la voz de Larry Storch .
- Jean LaFoote era un personaje pirata animado que aparecía en la publicidad del cereal estadounidense Cap'n Crunch a mediados de la década de 1970. Fue creado por Jay Ward Productions y su voz era por el habitual de Jay Ward, Bill Scott.
- Captain Morgan: el homónimo de la marca británica de ron es sir Henry Morgan (c. 1635 - 1688), conocido como corsario y pirata.

## Piratas en los deportes
Puesto que los barcos piratas connotan terror, lealtad y trabajo en equipo, muchos equipos deportivos profesionales y aficionados usan el apodo de Piratas, así como otros apodos o logotipos asociados con las representaciones culturales de los piratas, como parches en los ojos.
Equipos:
- Profesional
  - Fútbol americano

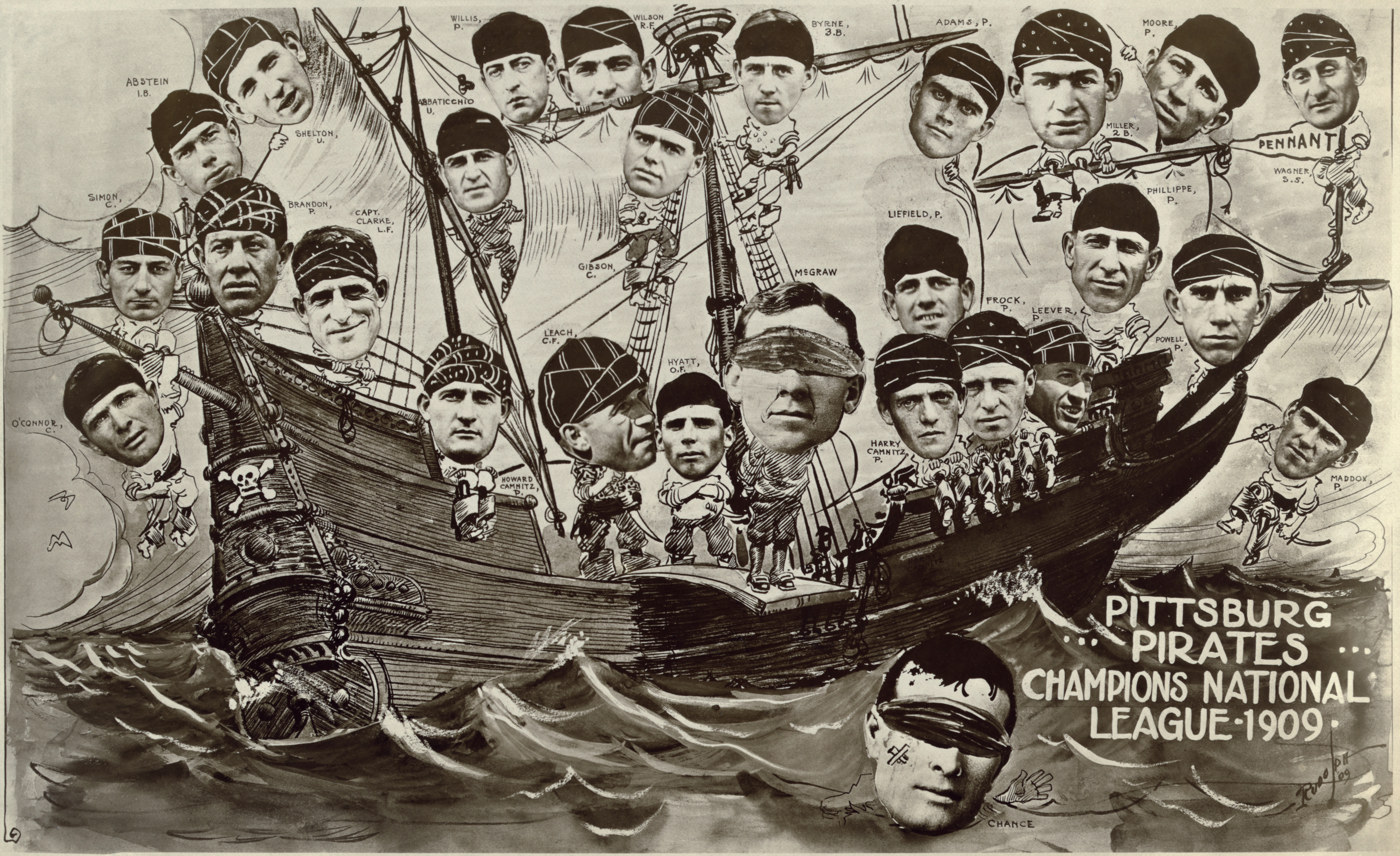
1909 dibujo del equipo de béisbol de los Piratas de Pittsburgh en un barco

    - Las Vegas Raiders - National Football League
    - Tampa Bay Buccaneers - National Football League

  - Fútbol
    - Bristol Rovers FC - Football League One, Inglaterra
    - FC St. Pauli - 2. Fußball-Bundesliga, Alemania
    - Orlando Pirates - Premier Soccer League, Sudáfrica
    - Tampa Bay Mutiny - Major League Soccer

  - Béisbol
    - Piratas de Ámsterdam - Honkbal Hoofdklasse (Liga de béisbol neerlandesa)
    - Piratas de Pittsburgh - Grandes Ligas de Béisbol
    - Piratas de Campeche - Liga Mexicana de Béisbol

  - Baloncesto
    - Wörthersee Piraten - Österreichische Basketball Bundesliga, Austria
    - Piratas de Bogotá - Liga Profesional de Baloncesto de Colombia

  - Hockey sobre hielo
    - Portland Pirates - American Hockey League

  - Rugby League
    - Canberra Raiders - National Rugby League, Australia
- Universitario
  - Barry University Buccaneers - Sunshine State Conference
  - East Carolina Pirates - American Athletic Conference
  - East Tennessee State Buccaneers - Southern Conference
  - Mass Maritime Buccaneers - Massachusetts State College Athletic Conference
  - Middle Tennessee Blue Raiders - Sun Belt Conference
  - Mount Union Purple Raiders - Ohio Athletic Conference
  - Seton Hall Pirates - Big East Conference
  - Southwestern Pirates - NCAA Division III Southern Collegiate Athletic Conference
  - UMass Dartmouth Corsairs - Little East Conference
  - Privateers de Nueva Orleans - Sun Belt Conference

El luchador profesional Paul Burchill de WWE Friday Night SmackDown se vestía como pirata y afirmaba que Barbanegra era su tatara-tatara-tatara-tatarabuelo. Anteriormente, Carl Ouellet luchó como Jean-Pierre Lafitte (supuestamente descendiente del pirata Jean Lafitte ).